# 771 (číslo)
Sedm set sedmdesát jedna je přirozené číslo. Následuje po čísle sedm set sedmdesát a předchází číslu sedm set sedmdesát dva. Římskými číslicemi se zapisuje DCCLXXI a řeckými číslicemi ψοα.

## Matematika
771 je:
- Deficientní číslo
- Poloprvočíslo
- Nešťastné číslo

## Astronomie
- (771) Libera je planetka hlavního pásu, kterou objevil v roce 1913 Joseph Rheden

## Roky
- 771
- 771 př. n. l.